# III. Lupin: Babilon aranykincse
A III. Lupin: Babilon aranykincse (ルパン三世 バビロンの黄金伝説; Rupan szanszei: Babiron no ógon denszecu; Hepburn: Rupan sansei: Babiron no ōgon densetsu; angol címén: Legend of the Gold of Babylon) 1985-ben bemutatott japán animációs film, amely Monkey Punch Lupin III mangája alapján készült harmadik játékfilm. Szuzuki Szeidzsun és Josida Sigecugu rendezte Jamatoja Acusi és Uraszava Josio forgatókönyve szerint és a Tokyo Movie Shinsha gyártásában készült.
Japánban 1985. július 13-án mutatták be a Toho forgalmazásában. Észak-Amerikában az AnimEigo adta ki feliratozva VHS-en és Laserdiscen 1995-ben. Magyarországon a VICO kiadásában jelent meg VHS-en magyar szinkronnal 1991 körül.

## Cselekmény
Lupin némi kocsmai balhé után egy Rosetta nevű részeges öreg hölgytől hall Babilon elveszett aranyáról, melyhez Manhattanben talált kőtáblák vezethetik el. Miután Lupin Marcianótól, a kőtáblák megtalálójának fiától megszerzi a táblákon íródott szöveget, megszokott társaságával, Isikava Goemonnal, Dzsigen Daiszukéval és a néha mellette álló, néha ellene dolgozó Mine Fudzsikóval elindul megkaparintani a kincset. Bonyolítja a dolgokat, hogy folyton a nyomában van Zenigata nyomozó, aki egy csapat szépséggel erősítette meg magát, és a Marcianóval szövetkezett, Kowalski vezette New York-i maffiának is a kincsre fáj a foga.

## Szereplők
| Szereplő                     | Japán hang                        | Magyar hang                 |
| ---------------------------- | --------------------------------- | --------------------------- |
| Arsène Lupin                 | Jamada Jaszuo                     | Kautzky Armand              |
| Isikava Goemon               | Inoue Makio                       | Zalán János                 |
| Dzsigen Daiszuke             | Kobajasi Kijosi                   | Kerekes József              |
| Mine Fudzsiko                | Maszujama Eiko                    | Orosz Helga                 |
| Zenigata nyomozó             | Naja Goró                         | Varga T. József             |
| Rosetta                      | Siozava Toki Kavai Naoko (fiatal) | Némedi Mari                 |
| Marciano                     | Maki Carrousel                    | Stohl András                |
| Kowalski                     | Ócuka Csikao                      | Dobránszky Zoltán           |
| Caramel                      | Hirano Fumi                       | Farkasinszky Edit           |
| Csincsao (Jinjao)            | Han Keiko                         | Orosz Helga                 |
| Saranda                      | Toda Keiko                        | N/A                         |
| Zakszkaja                    | Josida Rihoko                     | Némedi Mari                 |
| Lasanga                      | Simazu Szaeko                     | N/A                         |
| Sam                          | Ogata Kenicsi                     | Bolba Tamás                 |
| Chin                         | Kobon                             | N/A                         |
| Willy                        | Obon                              | N/A                         |
| Tartini                      | Fudzsisiro Júdzsi                 | N/A                         |
| főcím, stáblista felolvasása | –                                 | Bolba Tamás                 |
| további magyar hangok        | Csonka András, Boros Zoltán       | Csonka András, Boros Zoltán |

## Megjelenések
A filmet Japánban 1985. július 13-án mutatták be a mozik a Toho forgalmazásában.
Észak-Amerikában az AnimEigo adta ki VHS-en és Laserdiscen japán nyelven, angol felirattal 1995-ben. Maurice Leblanc Arsène Lupin című művével fennálló szerzői jogi aggályok miatt a kiadvány a Rupan III: Legend of the Gold of Babylon címet kapta. 2005-ben a Discotek Media megszerezte a DVD-n való kiadás jogait, de még megjelenése előtt törölték az észak-amerikai animepiac visszaesése következtében.
Magyarországon a VICO adta ki VHS-en magyar szinkronnal, a magyar változat az Alkotók Stúdiójában készült 1991-ben.

## Fogadtatás
Bár a film rajzolása közelebb áll az eredeti mangához, a történeti hiányosságok miatt a kritikusok többsége a Babilon aranykincsét tartja a leggyengébb Lupin III-filmnek. Mike Toole az Anime News Networktől nem kedvelte a filmet, mikor először látta az 1990-es években, mivel Lupint egy csiszolt, gavallér antihősnek ismerte a Cagliostro kastélya és a Fúma icsizoku no inbó filmekből, míg a Babilon aranykincse Lupinje sokkal közelebb áll Monkey Punch eredeti nyers, részeges, kicsapongó, szélhámos karakteréhez. Egy évtizeddel később azonban más megvilágításba került nála a film, mikor jobban megismerte Szuzuki munkásságát, amely bizarr, furcsán felépített filmjeiről ismert.